# Annie River (North Kennedy River)
Der Annie River ist ein Fluss im Norden des australischen Bundesstaates Queensland, in der Region Far North Queensland auf der Kap-York-Halbinsel.

## Geographie

### Flusslauf
Der Fluss entspringt rund 30 Kilometer westlich der Siedlung Running Creek in der Binyo Timber Reserve an der Küste der Princess Charlotte Bay. Die Quelle liegt rund 225 Kilometer nordwestlich von Cooktown. Der Annie River fließt nach Südosten und nähert sich dabei der Küste immer mehr an. In seinem Unterlauf durchfließt er die Nordwestecke des Lakefield-Nationalparks und mündet in Aloszville in den North Kennedy River, kurz vor dessen Mündung in die Princess Charlotte Bay.

### Nebenflüsse mit Mündungshöhen
- Dinner Creek – 15,6 m
- Fifteen Mile Creek – 7,9 m[1]